# مذكرات فتاة الغيشا
مذكرات فتاة الغيشا (Memoirs of a Geisha) هي رواية خيالية تاريخية للمؤلف الأمريكي آرثر غولدن، والتي نشرت في عام 1997. يتم سرد الرواية بطريقة الشخص الأول، وتدور أحداث القصة عن أحد الفنانات الغيشا التي تعمل في كيوتو باليابان حيث تعيش قبل وأثناء وبعد الحرب العالمية الثانية وتنتهي بالانتقال إلى مدينة نيويورك.
في عام 2005، تم إصدار فيلم مستوحه من الرواية.

## الرواية
مذكرات فتاة الغيشا رواية تتحدث عن حسناء يابانية فقيرة بعينين رماديتين ساحرة وصغيرة في عمر الزهور، تروي أسرار مهنة الغيشا وتجاربها في الحب مع الرجال، فتاة نشأت على تقاليد فتيات الجيشا وتعلمت فن إسعاد الرجال ببراعة. والداها نظرا لظروف الفقر القاهر التي كان يعيشانها وفقدانهم لوالدتهم المبكر، باعها لأحد الرجال وهي صغيرة وهو بدورهِ باعها لأحد بيوت تربية الغيشاوات!
عملتْ بطلة الرواية في أحد منازل الغيشا في طوكيو وعرفتْ الكثير من الرجال هناك. تميزت بجمال خاص نسبة إلى فتيات مجتمعها، كما وتميزت بقدرة وذكاء في إدارة الحديث مع الرجال في شتىّ الموضوعات وبنفس درجة التركيز ولساعات متواصلة، إضافة إلى كونها تجيد الرقص والعزف ومُتذوقة للفن بشكل بارع.
ولكن لم يتوقف الأمر عند هذا الحدّ، الفتاة كان لها مُنافسيها في الأوكييا، مما دفعها في التفكير والتخطيط للهروب والبحث عن حياة حرة والمزيد من المال! وفعلا سافرت إلى إحدى الجزر الأمريكية على ظهر سفينة متخفية بلباس غلام! وهناك كذلك بدأت رحلتها مع رجال آخرين وكانت مرغوبة، ورغم تجاربها الكثيرة، لكنها لم تستطع أن تدرك عقلية الرجل الأبيض وأساليبهِ في الحب والغزل، فتعرضت للكثير من العقبات والتناقضات في حياتها! ثم تتعرف على شاب وبعد لقاءات وصراعات بينهما يلتقيان ثم يفترقان وفي النهاية يلتم شملهما كلاهما ويعيشان حياتهما معًا.

## إشارات إلى مواقع فعلية
تم وضع جزءاً كبيراً من الرواية في منطقة الغيشا الشعبية في غيون في كيوتو، وتحتوي على إشارات إلى أماكن فعلية يرتادها الغيشا ورعاتهم، مثل إيتركي أوتايا. تم وضع جزء من القصة أيضًا في جزر أمامي، وتروي سا يوري القصة من جناحها في أبراج والدورف في مدينة نيويورك.

## دعوى قضائية
بعد نشر النسخة اليابانية من الرواية، تمت مقاضاة آرثر غولدن لخرق العقد والتشهير بالشخصية مينيكو إيواساكي، وهي سيدة أعمال وغيشا متقاعدة كان قد أجرى مقابلة معها للحصول على معلومات أساسية أثناء كتابة الرواية. أكد المدعي أن غولدن وافق على حماية هويتها إذا أخبرته عن حياتها كغييشا، وبسبب الصمت التقليدي لعملائها. ومع ذلك، أدرج غولدن إيواساكي كمصدر في اعترافاته للرواية، مما جعلها تواجه رد فعل عنيفًا، إلى حد التهديدات بالقتل. في دفاعه، رد آرثر جولدن بأنه كان لديه شرائط من محادثاته مع إيواساكي. في نهاية المطاف، في عام 2003، استقر ناشر جولدن مع إيواساكي خارج المحكمة للحصول على مبلغ من المال لم يكشف عنه. ذهبت إيواساكي لاحقًا لكتابة سيرتها الذاتية، والتي تُظهر صورة مختلفة جدًا لحياة الغييشا في القرن العشرين عن تلك التي تظهر في رواية غولدن. نُشر الكتاب تحت عنوان Geisha ، A Life في الولايات المتحدة و Geisha of Gion في المملكة المتحدة.

## نسخة الفيلم
قدم المخرج السينمائي روب مارشال نسخة فيلمية من الرواية. تم التصوير في المقام الأول في ولاية كاليفورنيا، وفي بعض المواقع في كيوتو، بما في ذلك معبد كيوميزو وفوشيمي إناري. تم ترشيح الفيلم وفاز بالعديد من الجوائز، بما في ذلك الترشيحات لستة جوائز أكاديمية، فاز ثلاث منها - أفضل تصوير سينمائي وأفضل إخراج فني وأفضل تصميم أزياء.